# Elecciones federales de Alemania de 1893
Las Elecciones parlamentarias de Alemania de 1893 se llevaron a cabo el 15 de junio de 1893. A pesar de que el Partido Socialdemócrata (SPD) recibió la mayoría de votos, el Partido del Centro siguió siendo el partido más grande del Reichstag tras ganar 96 de los 397 escaños, mientras que el SPD ganó sólo 44. La participación electoral fue del 72,5%.

## Resultados
| #  | Partido político    | Votos     | % de votos válidos | Escaños | Variación (escaños) |
| -- | ------------------- | --------- | ------------------ | ------- | ------------------- |
| 1  | SPD                 | 1.786.738 | 23.3%              | 44      | +9                  |
| 2  | Zentrum             | 1.468.501 | 19.1%              | 96      | -10                 |
| 3  | KP                  | 992.412   | 12.9%              | 69      | -2                  |
| 4  | NLP                 | 943.410   | 12.3%              | 51      | +13                 |
| 5  | FVp                 | 665.427   | 8.7%               | 24      | nuevo partido       |
| 6  | DRP                 | 437.972   | 5.7%               | 28      | +9                  |
| 7  | FrVgg               | 260.364   | 3.4%               | 13      | nuevo partido       |
| 8  | PP                  | 172.482   | 2.6%               | 14      | +3                  |
| 9  | DVP                 | 166.757   | 2.2%               | 11      | +1                  |
| 10 | DRP                 | 141.650   | 1.9%               | 14      | +11                 |
| 11 | ELP                 | 135.546   | 1.8%               | 9       | -5                  |
| 12 | DSP                 | 110.451   | 1.4%               | 2       | +2                  |
| 13 | DHP                 | 101.810   | 1.3%               | 7       | -4                  |
| 14 | Otros partidos      | 290.453   | 3.8%               | 15      | -                   |
|    | Votos nulos/blancos | 28.292    | -                  | -       | -                   |
|    | Total               | 7.702.265 | 100.0%             | 397     | =                   |

Fuente: Wahlen in Deutschland